# Румпельштильцхен
«Румпельшти́льцхен» (нем. Rumpelstilzchen) — сказка братьев Гримм о злом карлике, способном создавать золото из соломы, прядя её.

## Сюжет
Один мельник похвастался королю, что его дочь может спрясть из соломы золото. Король посадил девушку в комнату, полную соломы и потребовал спрясть все в золото. На самом деле она ничего подобного делать не умела, но неожиданно появился карлик и предложил помощь. Девушка за помощь отдала карлику своё ожерелье, затем кольцо, но карлик требовал ещё больше золота. Когда девушке нечего было отдать взамен, карлик запросил у неё первенца от грядущего брака. Дочь мельника согласилась и солома превратилась в золотую пряжу. Король взял девушку в жены. Когда у них родился ребёнок, карлик вернулся и потребовал свою награду. Королева умоляла оставить ей дитя — и карлик согласился, но при условии, что она угадает его имя за три дня. Королева отправила гонцов во все концы страны узнавать редкие имена, и один из них случайно подслушал, как сам карлик напевает песенку:
Нынче пеку, завтра пиво варю,

У королевы дитя отберу;

Ах, хорошо, что никто не знает,

Что Румпельштильцхен меня называют!
Так они узнали имя карлика. «О! Это сам дьявол тебя надоумил, сам дьявол!» — вскричал Румпельштильцхен и со злости топнул правою ногой так, что ушёл в землю по пояс, а за левую ногу в ярости ухватился обеими руками да и разорвал себя пополам.

## Издания и переводы
Оригинал сказки на немецком языке был издан в 1857 году. Впервые она была переведена на русский язык как «Хламушка» под редакцией Петра Полевого, а издана в сборнике «Сказки, собранные братьями Гримм» в 1895 году (сборник был переиздан как «Братья Гримм. Собрание сочинений в двух томах» в 1998 году). Впоследствии 2 раза переводилась Григорием Петниковым: как «Хламушка» и как «Румпельштильцхен». Тамара Габбе перевела сказку как «Гном-Тихогром». В одном из современных переводов сказка называется «Тителитури».

## Аналогичные сюжеты в сказках народов мира
Похожие мотивы с угадыванием имени злого волшебного существа есть в народной исландской сказке «Гилитрутт», и в народной английской сказке «Том-Тит-Тот», где королева также должна угадать имя существа, помогающего ей прясть. «Мневезёт» — финская народная сказка. Чешская сказка «Мартинко Кинкаш», французская сказка «Вирлуве». Словацкая писательница Мария Дюричкова (1919—2003) написала сказку «Золотая пряха». В шотландском фольклоре есть сказка «Виппети Стори». «Бибігүл» — казахская народная сказка. Венгерская сказка «Ленивая Ютка».
Также есть другие версии имени Румпельштильцхена — Утруписташ и Чертополох.
По классификации Аарне-Томпсона-Утера этот сюжет имеет номер 500: «Имя помощника».

## Румпельштильцхен в психологии
В монографии Зигмунда Фрейда «Художник и фантазирование» карлик Румпельштильцхен упоминается в примере, иллюстрирующем постулат о том, что в сновидениях часто встречаются мотивы сказок, вернее, сновидение часто интерпретируется человеком как подобие известной ему сказки. Фрейд предполагает, что это может быть обращением «к более глубокому инфантильному пласту сновидческих идей».
«Принцип Румпельштильцхена», характеризующий власть и силу личных имён хорошо известен в психологии (впервые описан американским психиатром Э. Фуллером Торри в 1972 году ), а также в менеджменте и обучении.
- Brodsky, Stanley. The Rumpelstiltskin Principle. APA PsycNET. American Psychological Association (2013).
- Winston, Patrick. The Rumpelstiltskin Principle. M.I.T. Edu (16 августа 2009).
- van der Geest, Sjaak. Rumpelstiltskin: The magic of the right word (англ.) // Unfamiliar knowledge: Psychiatric disorders in literature : сборник  / Arko Oderwald, Willem van Tilburg & Koos Neuvel (editors). — Utrecht: De Tijdstroom, 2010. — P. 37-44.

## Румпельштильцхен в современной культуре
- В честь Румпельштильцхена назван астероид 1773 Rumpelstiltskin, открытый Паулем Вильдом в 1968 году.
- В серии игр Final Fantasy появляется бродячий мугл-торговец по имени Штильцхен (англ. Stiltzkin) — усеченное Румпельштильцхен (в английском варианте Rumpelstiltskin).
- В рамках серии комиксов Grimm Fairy Tales был выпущен одноимённый комикс, представляющий переосмысление оригинальной сказки.

### Кинематограф
Существует несколько фильмов о Румпельштильцхене:
- Rumpelstiltskin (1915 год), американский немой фильм, режиссёр Реймонд Б. Вест;
- Rumpelstiltskin (1940 год), немецкий фильм-сказка, режиссёр Альф Ценгерлинг;
- Rumpelstiltskin (1955 год), немецкий фильм-сказка, режиссёр Херберт Б. Фредесдорф;
- Rumpelstiltskin (1985 год), 24-минутный канадский телевизионный мультфильм, режиссёр Pino van Lamsweerde;
- Rumpelstiltskin (1987 год), американо-израильский фильм, режиссёр David Irving;
- Rumpelstiltskin (1995 год), американский комедийный фильм ужасов с вольным переложением классического сюжета: женщина оживляет своего мужа с помощью камня желаний, куда был заключён антагонист, режиссёр Марк Джонс;
- «Румпельштильцхен» (2007 год), короткометражный мультфильм российского режиссёра Оксаны Холодовой;
- Rumpelstilzchen (2009 год), немецкая телеадаптация, в главных ролях Йон, Готфрид и Юли Энгельбрехт, режиссёр Ульрих Кёниг;
- Румпельштильцхен является главным антагонистом в американском компьютерно-анимационном фэнтезийном комедийном фильме «Шрек навсегда» 2010 года;
- Румпельштильцхен (Роберт Карлайл) является одним из главных героев экранизации, вышедшей в 2011 году многосерийной сказки в стиле фэнтези и приключения "Однажды в сказке";
- Rumpelstiltskin (2025 год), британский фильм ужасов, режиссёр Энди Эдвардс.